# 航空望远镜

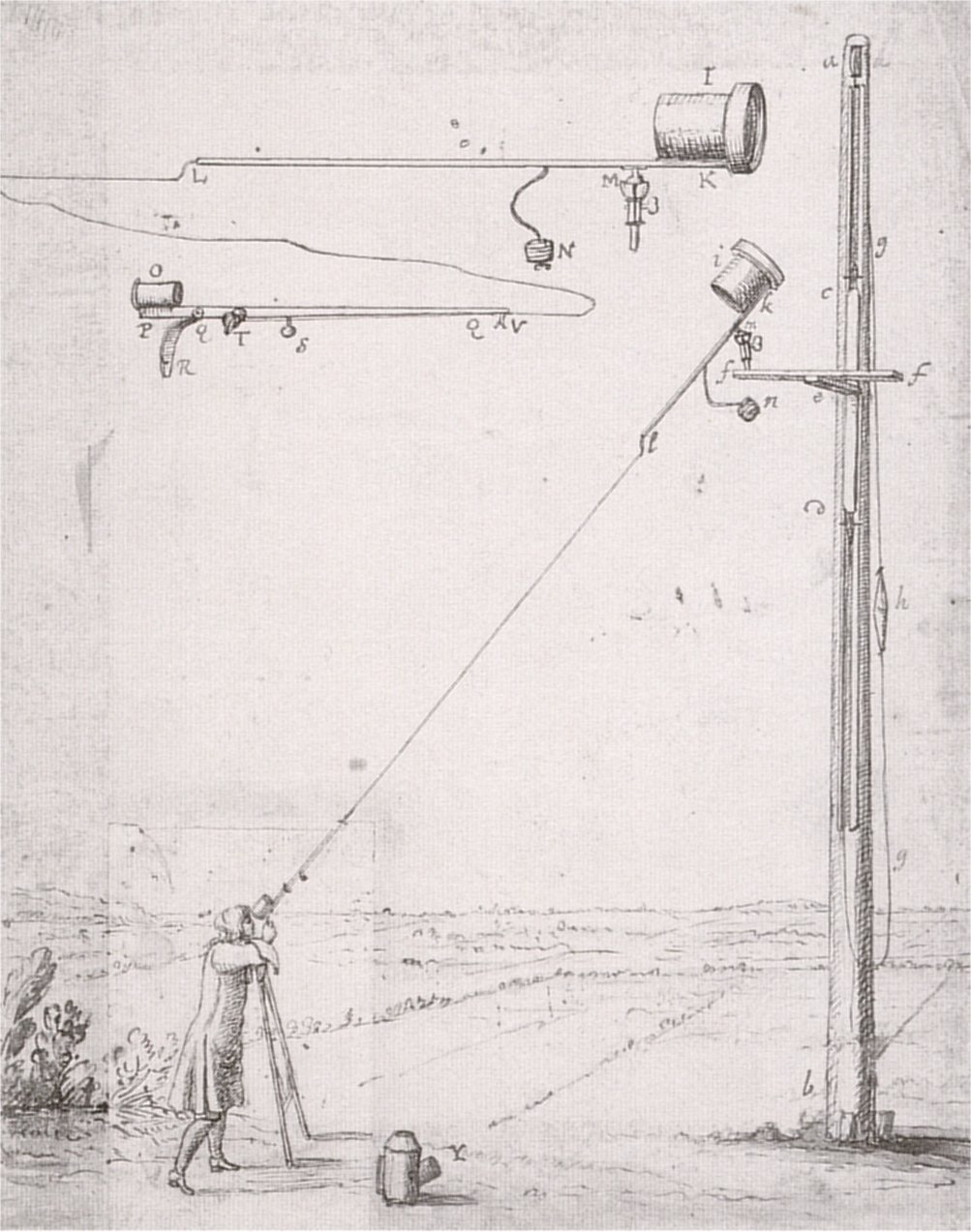
惠更斯210尺長的航空望远镜版畫，目鏡和物鏡是由一連串的繩索串連的。

航空望远镜或稱架空望遠鏡(aerial telescope)是在17世紀後期製造和使用的一種不用鏡筒，焦距非常長的折射望遠鏡。相代的是，物鏡裝在極點、樹枝、塔、建築物或其他有著旋轉球街頭結構上。觀測者持著目鏡站在地上，通過一連串的連桿或繩索連結到物鏡。通過緊連串的繩索和調整目鏡，觀測者可以透過望遠鏡觀察天空中的物體。這種類型望遠的想法有可能源自於17世紀晚期的荷蘭天文學家和物理學家克里斯蒂安·惠更斯和他的兄弟康斯坦丁·惠更斯，但並不清楚是否是他們發明的。

## 發明和應用

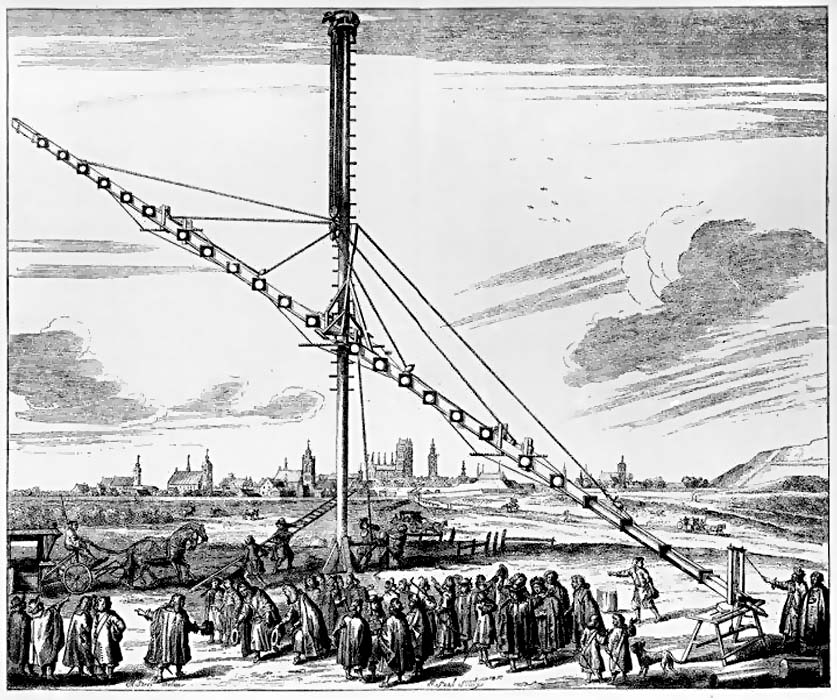
1673年木刻插畫的約翰·赫維留 8吋望遠鏡和打開的工作木材和纜線管，為了限制色差不得不將焦距拉長至150英呎。

### "管子"非常長的望遠鏡
在17世紀和18世紀早期的望遠鏡只使用單一的非消色差透鏡，由於單一透鏡不均勻的折射特性，透鏡遭到暈  (色差) 的干擾形成彩虹，這降低了成像的品質。那個時代的望遠鏡製造商發現，焦距很長的物鏡沒有可察覺的色差 (未改正的色差大部分屬於在焦點的繞射的模式)。 從那個時代的望遠鏡製造商發現很長的焦距目標 （未更正的色差屬於重點大型 衍射 模式） 無明顯色差。他們還體認到當物鏡的直徑增加一倍時，目鏡的焦距必須增加四倍 (焦長必須平方)，才能將色差維持在原來的數值。當折射望遠鏡的直徑增加以收集更多光線和更精細的細節，它們的焦距長達150英呎。除了要有很長的鏡筒，這些望遠鏡還要棚架或長桅杆的起重機來支撐。但它們作為研究工具的價值是微乎其微的，因為望遠鏡的支撐架和鏡筒在微風下就會彎曲和振動，甚至完全崩潰。

### 沒有管子的"架空"望遠鏡
大約在1675年，克利斯蒂安惠更斯和康斯坦丁惠更斯兩兄弟決定創造消除管子，以適應非常長焦距的物鏡。在惠更斯的"架空"望遠鏡，物鏡被安裝在短鐵管內架在有著可以調整的旋轉球體接頭的桅杆頂上，目鏡裝在另一個短管內 (有時在支架上)， 兩個管子保持對齊和以繃緊的索鏈連結。克里斯蒂安·惠更斯在他於1684年出版的"Astroscopia Compendiaria"書中記載了沒有鏡筒的"航空望远镜"的設計，並將發明歸功於他和他的兄弟康斯坦丁，儘管有時還歸功於克里斯多佛·雷恩，而且阿德里安·奧祖也有類似的設計理念和應用。

### 應用

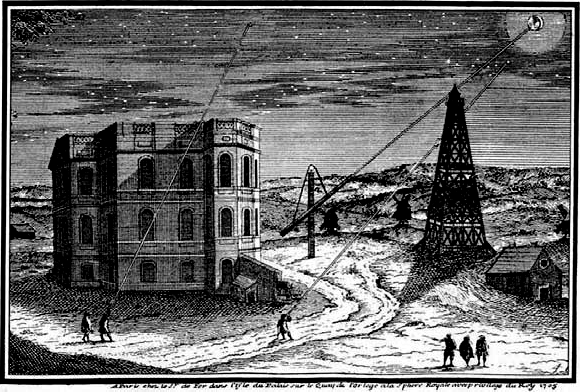
18世紀初期的巴黎天文台與右邊木製的"Marly塔"雕刻。

天文學家乔瓦尼·多梅尼科·卡西尼的马尔利塔，原本是马尔利机械的一部分，是凡爾賽花園為解決噴泉用水所建造的水庫，被移置到巴黎天文台。在這座塔上，他安裝了義大利光學儀器商Giuseppe Campani為他設計的長管望遠鏡和航空望远镜的物鏡。在1684年，他使用它的航空望远镜發現兩顆土星的衛星，土衛三和土衛四。詹姆斯·布蘭得利在1722年12月27日使用物鏡焦212英呎 (65米) 的航空望远镜測量金星的直徑。弗朗西斯科·比安基尼於1726年在羅馬使用100英呎長，2.6英吋 (66mm) 的航空望远镜試圖描繪金星表面的樣貌和推斷其自轉週期。

### 廢棄
要使用這些焦距很長的望遠鏡是極端的困難，導致天文學家去發展替代的設計，其中之一就是反射望遠鏡。1721年，約翰·哈德利在英國皇家學會展示了牛頓望遠鏡，其6英吋直徑的鏡像，相較於惠更斯的架空大望遠鏡毫不遜色。在18世紀中葉，發明了消色差透鏡，需要很長焦距的望遠鏡物鏡就被淘汰了。

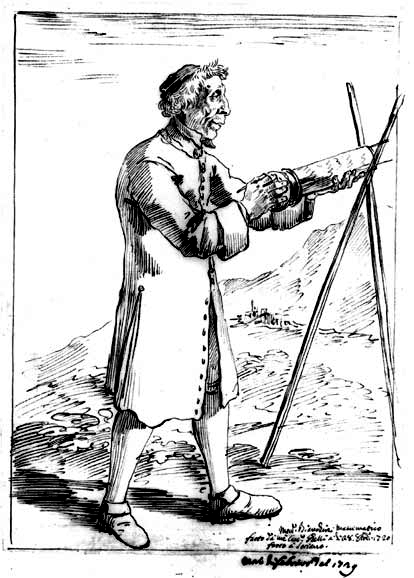
弗朗西斯科·比安基尼以另一種風格裝載航空望远镜的目鏡。

## 外部連結
- Huygens and His Great Refractor （页面存档备份，存于）
- Institute and Museum of the History of Science - Galileo's telescope - Chromatic aberration, animation explaining the need for very long focal length lenses due to Chromatic aberration. （页面存档备份，存于）
- ESA - Proceedings of the International Conference - "Titan, from discovery to Encounter". Extensive detail on Cassini, Huygens and Optics, and Campani's lenses. （页面存档备份，存于）